# Sherko Bekas
Sherko Bekas (Șêrko Bêkes în kurdă) (n. 2 mai 1940, As Sulaymaniyah, Irak – d. 4 august 2013, Stockholm, Suedia) a fost un poet kurd, născut la Sulaymaniyah, în Kurdistanul Irakian. Sherko a fost fiul poetului Fayak Bekas.

## Cărți traduse în limba română
Serko Bekas. 2011. Eufratul, taina destinului meu. Traducere: Niculina Oprea. Prefață: Christian Tămaș. Iași: Editura Ars Longa; Colecția Alif (Coordonator: George Grigore).